# Edward Clark
Edward Cabot Clark o Edward S. Clark (19 de diciembre de 1811-14 de octubre de 1882) fue el fundador de
la compañía fabricante máquinas de coser Singer junto a su socio Isaac Merritt Singer. 
Clark era abogado de profesión, y se le considera uno de los precursores de las modernas técnicas de venta.[cita requerida] Instauró el sistema de venta a plazos, la venta a domicilio, un sistema de franquicias por el que se aseguraba la reposición de las máquinas antiguas por los nuevos modelos, y tiendas de repuestos originales de la propia marca. El éxito de la compañía se debió a estas técnicas de venta, que lograron una gran difusión incluso entre las familias con menos recursos.
En 1835 se casó con Caroline Jordan (1815-1874). Su hijo, Alfred Corning Clark, fue padre de Stephen Carlton Clark y Edward Severin Clark.
- Datos: Q1291905
- Multimedia: Edward Cabot Clark / Q1291905